# Adsorption
Adsorption er den effekt, der får luftarter og væsker til at sætte sig på overfladen af faste stoffer. Dette skal skelnes fra absorption, hvor gassen eller væsken optages i det indre af det faste stof.